# Hvilsom Kirke
Hvilsom Kirke ligger i landsbyen Hvilsom, knap 20 km vest for Hobro, og bygget omkring 1200 i romansk stil.

## Kirkens ydre
Kirken består af kor, skib og tårn samt et nyere våbenhus. Den er bygget af granitkvadre på en profileret sokkel. Den oprindelige syddør er muret til og adgangen til kirkerummet foregår nu ad norddøren gennem våbenhuset. Vinduesåbninger på sydsiden af kor og skib er forstørret, medens et vindue på nordsiden af koret har den oprindelige størrelse. Desuden ses to små runde åbninger i korets gavl. Kirken har formentlig haft et tårn fra begyndelsen, men det nuværende tårn er kraftigt ombygget flere gange. Tårn og skib har tegltag og koret blytag.

## Kirkens indre
Man kommer ind i kirkerummet gennem den oprindelige kvindedør, hvor en gammel jernbeslået plankedør er bevaret. Det helt særlige ved kirkens indre er en dobbelt arkadebue, som adskiller skibet fra tårnrummet. Buen bæres i midten af en granitsøjle med bladornamenter på basen og udhuggede mandshoveder på kapitælen. Også korbuen er velbevaret. Kirken har overalt bjælkelofter.
Altertavlen er en renæssancetavle med nyere malerier. Midterbilledet forestiller den sidste nadver. Prædikestolen er fra begyndelsen af 1600-tallet og har malerier af de fire evangelister. Døbefonten er en romansk granitfont uden udsmykninger med en fod af nyere dato. I kirkerummet er i 1986 ophængt et kirkeskib, galeasen Marie Kristine. I korets to små vinduer mod øst samt i vinduet mod nord ses glasmosaikker, som er lavet af Hugo Bech i 1936.

## Galleri
- Kirken set fra nordøst
- Den svære plankedør mellem våbenhus og kirkerum
- Dobbeltarkadebuen mellem skib og tårnrum

- Kor og alter
- Prædikestol
- Døbefonten